# Hehlen
Pour les articles homonymes, voir Klein Hehlen et Groß Hehlen.
Hehlen est une municipalité allemande du land de Basse-Saxe et l'Arrondissement de Holzminden.